# 賈維斯火山

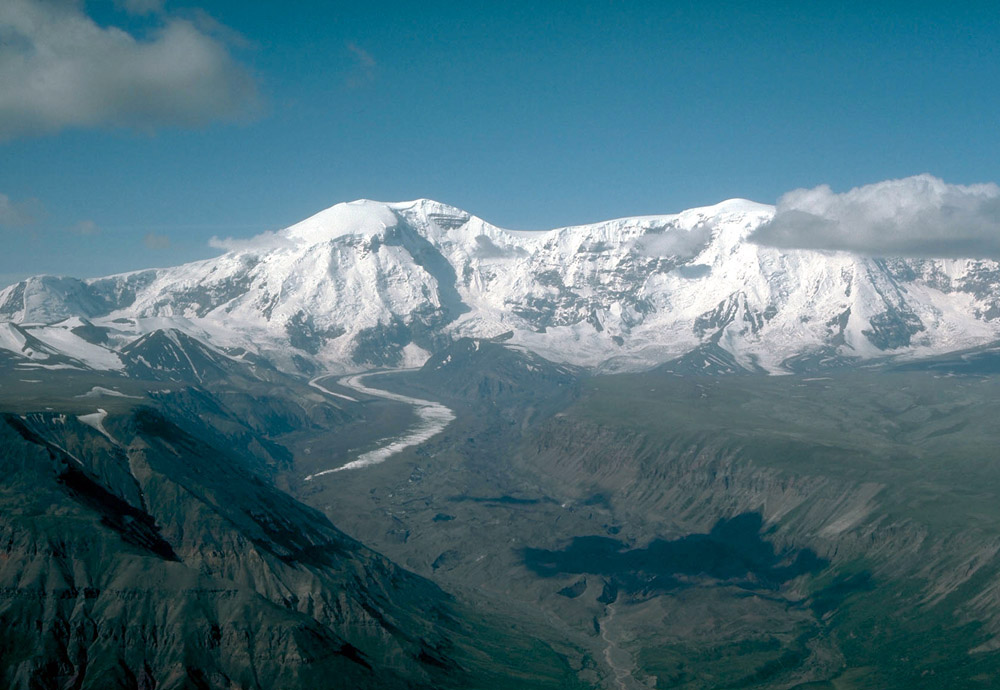

賈維斯火山是美國的火山，位於弗蘭格爾－聖伊萊亞斯國家公園，由阿拉斯加州負責管轄，屬於蘭格爾山脈的一部分，距離蘭格爾山16公里，海拔高度4,091米。